# Arca e Ponte de Lima
Arca e Ponte de Lima é uma freguesia portuguesa do município de Ponte de Lima, com 4,01 km² de área e 3925 habitantes (censo de 2021). A sua densidade populacional é 978,8 hab./km².

## História
Foi criada aquando da reorganização administrativa de 2012/2013, resultando da agregação das antigas freguesias de Arca e Ponte de Lima:

## Demografia
A população registada nos censos foi:
| Distribuição da População por Grupos Etários | Distribuição da População por Grupos Etários | Distribuição da População por Grupos Etários | Distribuição da População por Grupos Etários | Distribuição da População por Grupos Etários | Distribuição da População por Grupos Etários |
| -------------------------------------------- | -------------------------------------------- | -------------------------------------------- | -------------------------------------------- | -------------------------------------------- | -------------------------------------------- |
| Antes da agregação                           |                                              |                                              |                                              |                                              |                                              |
| Ano                                          | 0-14 anos                                    | 15-24 anos                                   | 25-64 anos                                   | >= 65 anos                                   | Total                                        |
| 2001                                         | 569                                          | 519                                          | 1841                                         | 595                                          | 3524                                         |
| 2011                                         | 601                                          | 435                                          | 2012                                         | 708                                          | 3756                                         |
| Após a agregação                             |                                              |                                              |                                              |                                              |                                              |
| Ano                                          | 0-14 anos                                    | 15-24 anos                                   | 25-64 anos                                   | >= 65 anos                                   | Total                                        |
| 2021                                         | 484                                          | 449                                          | 2097                                         | 895                                          | 3925                                         |